# Erna Lazarus
Erna Lazarus (* 16. Juni 1903 in Boston; † 19. Februar 2006 in Woodland Hills; eigentlich Erna Lazarus DiVerdi) war eine US-amerikanische Drehbuchautorin.

## Leben
Lazarus war eine der ersten Drehbuchautorinnen in der Filmwelt Hollywoods.
Sie schrieb die Drehbücher für Spielfilme wie "Atlantic Flight", "Double Date", "Moonlight in Hawaii" und den letzten gemeinsamen Film von Dean Martin und Jerry Lewis "Hollywood or Bust" sowie den Fernsehfilme "Racket Squad" und "Mr. and Mrs. North".